# NuBra
NuBra 是美國布萊吉爾國際公司（Bragel International Inc.）在2002年11月開發的貼附式胸罩，屬於無肩帶胸罩及隱形胸罩，是利用矽膠的黏著性與彈性，直接貼附於胸部，顏色為皮膚色，因此也俗稱「隱形胸罩」或「硅胶胸罩」，在香港也被戲稱為「缽仔糕」。其好處是沒有胸罩帶、易於清洗，可以穿著於婚紗、無肩上衣如無肩或露背晚裝之下，用途比一般胸罩廣泛。

## 發展歷史
「Nude Bra」的設計概念由布萊吉爾國際公司創辦人 David Chen 早在1989年提出。當時該公司主要用凝固矽膠製造醫療設備、口罩、矽膠膀胱和乳癌患者所需要的義乳，本著「我有一條露背裙卻缺少一樣東西承托」的想法，自1996開始花了3年研發出無肩帶隱形胸罩（雛型為「Lia Essence」度身訂製義乳），並於1999年12月以「Gel Bra」名義在法國里昂某個女性貼身內衣貿易展裡發怖，取代流行一時的水罩杯（Water Bra）。2001年，該公司把凝膠罩杯改良成新產品「Lia-Eternity」，2002年11月便正式研製出貼附式壓敏膠胸罩「NuBra」。

## 外部連結
- Bragel International Inc. 官方網頁 （页面存档备份，存于）
- 台灣絕世好波 官方網頁 （页面存档备份，存于）